# Kompa (arrondissement)
Ne doit pas être confondu avec Kompa.
Kompa est l'un des cinq arrondissements de la commune de Karimama dans le département de l'Alibori au Nord du Bénin.

## Géographie

### Localisation
Kompa est situé au Centre de la commune de Karimama. Il est limité au Nord par Momsey, au Sud par l'arrondissement de Karimama, à l'Est par le fleuve Niger.

### Administration
Sur les 37 villages et quartiers de ville que compte la commune de Karimama, l'arrondissement de Kompa groupe 07 villages que sont,: 
1. Banizoumbou
2. Dangazori
3. Garbey-Koara
4. Goungou-Béri
5. Kéné-Tounga
6. Kompa
7. Kompanti

## Histoire
L'arrondissement de Kompa est une subdivision administrative béninoise. Dans le cadre de la décentralisation au Bénin, Il devient officiellement un arrondissement de la commune de Karimama le 27 mai 2013 après la délibération et adoption par l'Assemblée nationale du Bénin en sa séance du 15 février 2013 de la loi N° 2013-O5 du 15/02/2013 portant création, organisation, attributions et fonctionnement des unités administratives locales en République du Bénin.

## Démographie
Selon le recensement de la population de 2013 conduit par l'Institut national de la statistique et de l'analyse économique (INSAE), Kompa compte 1768 ménages avec 13 142 habitants,.
| Indicateur           | 2013  |
| -------------------- | ----- |
| Nombre de ménages    | 1768  |
| Population masculine | 6572  |
| Population féminine  | 6570  |
| Population totale    | 13142 |

La population est composée de plusieurs ethnies dont les Dendi, Djerma et peuls sont majoritaires

## Économie
La population pour ses sources de revenus, mène des activités agricoles. Le secteur agricole procure plusieurs denrées comme le riz, le maïs, le sorgho et le mil. Il y a également les cultures de rentes basées sur la production de l'arachide et le coton.

## Galerie de photos

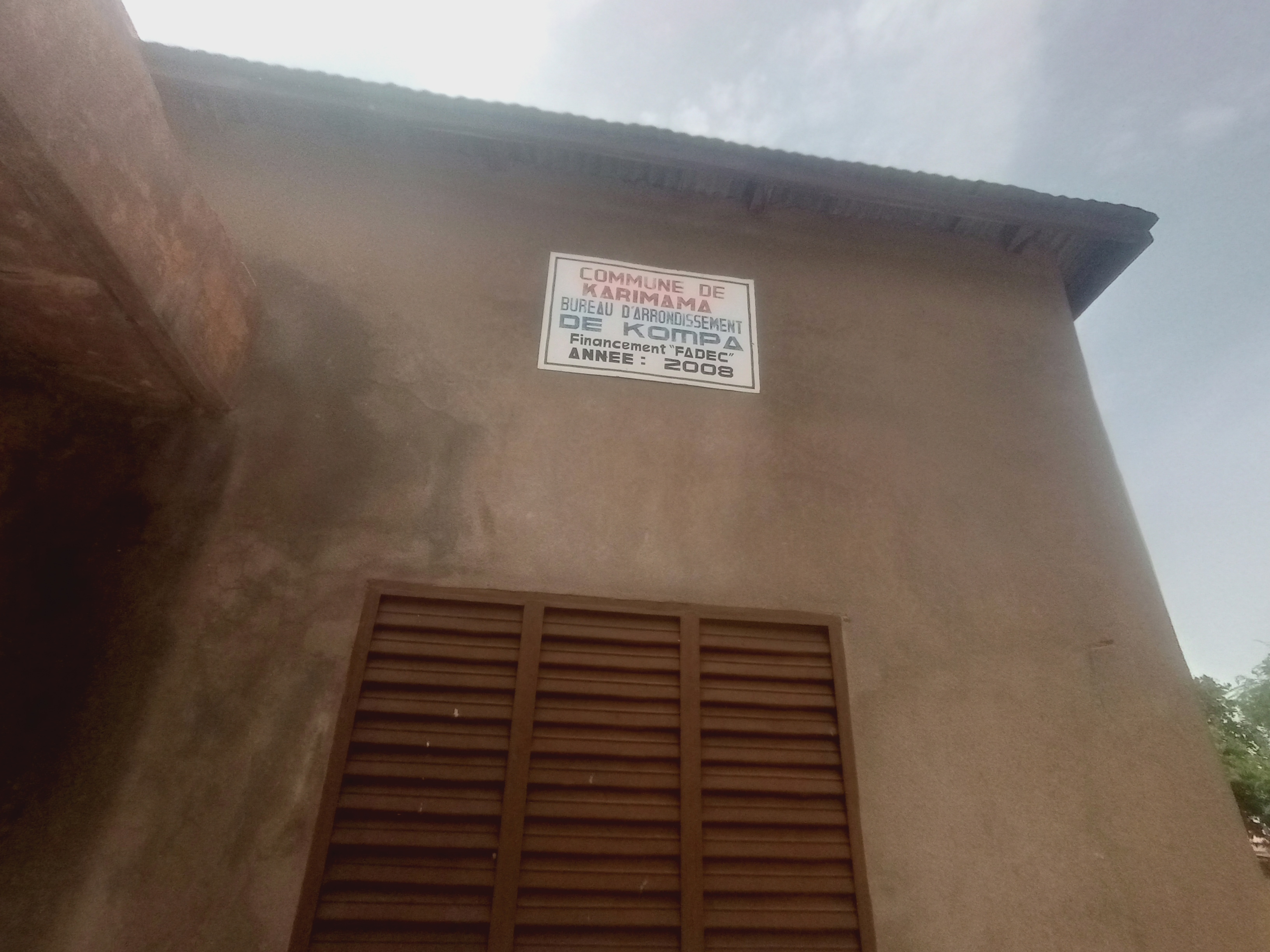
Bureau de l'arrondissement de Kompa à Karimama (de près)
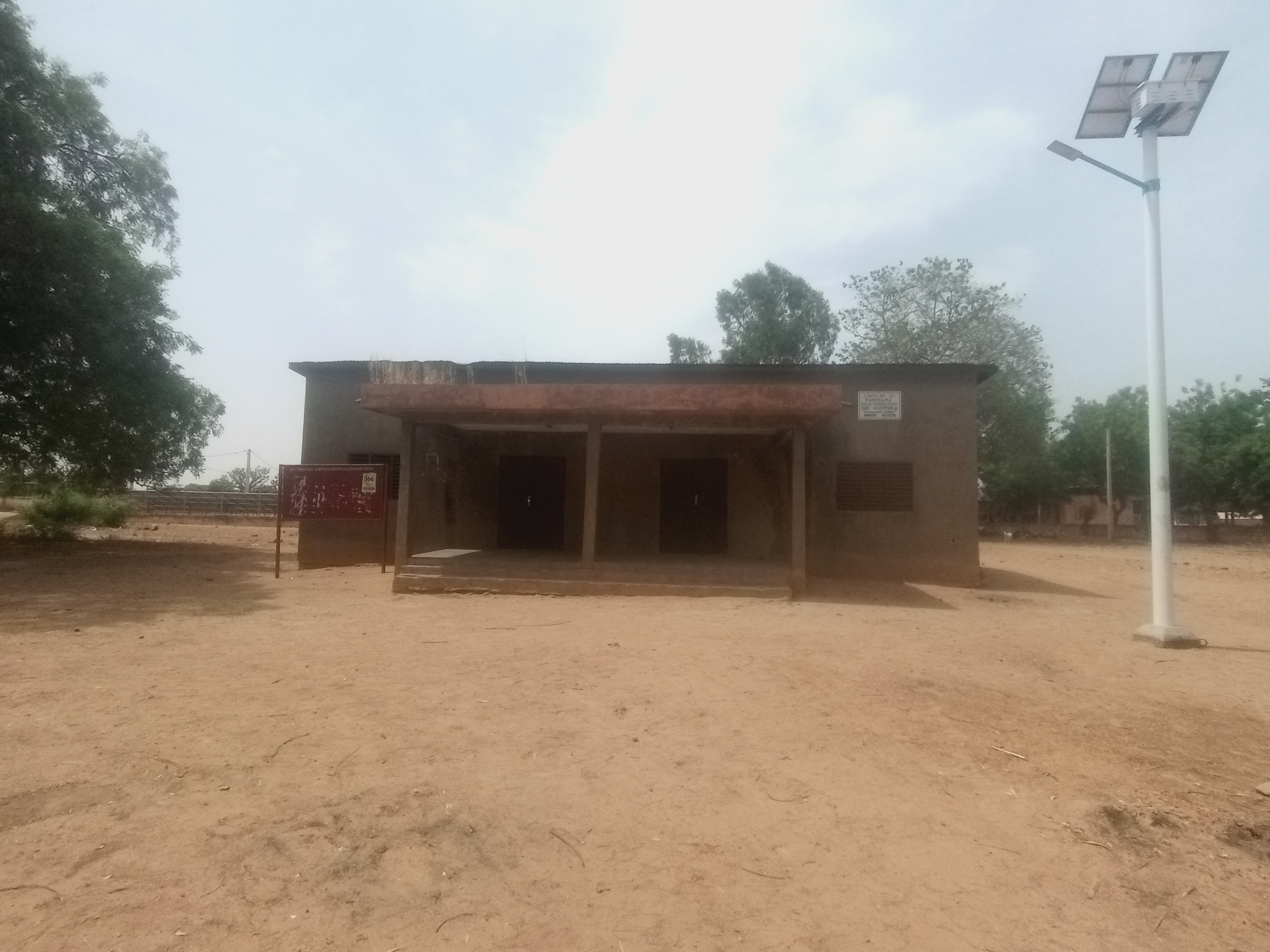
Bureau de l'arrondissement de Kompa à Karimama (de Loin)
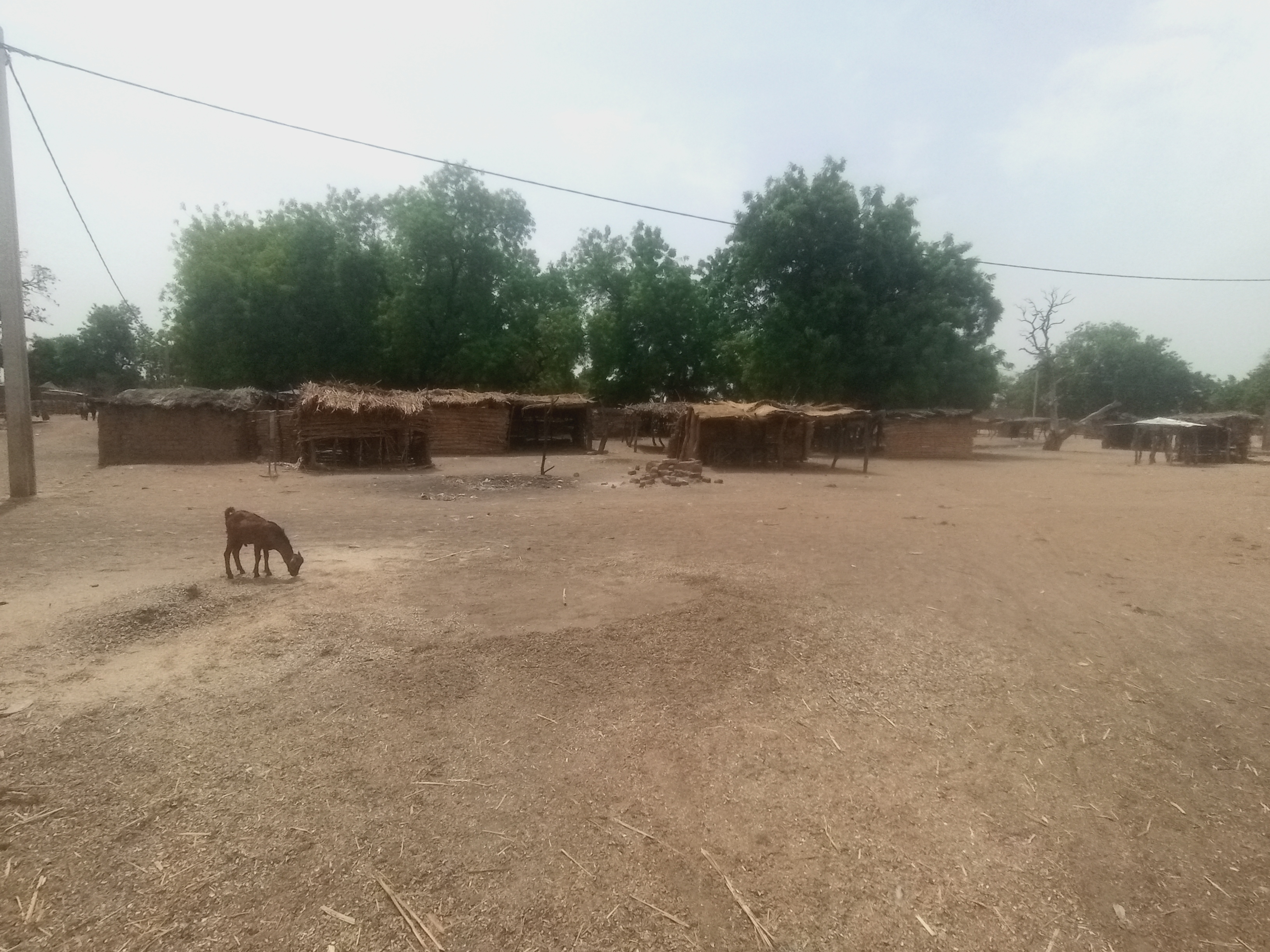
Vue du village de Kompa
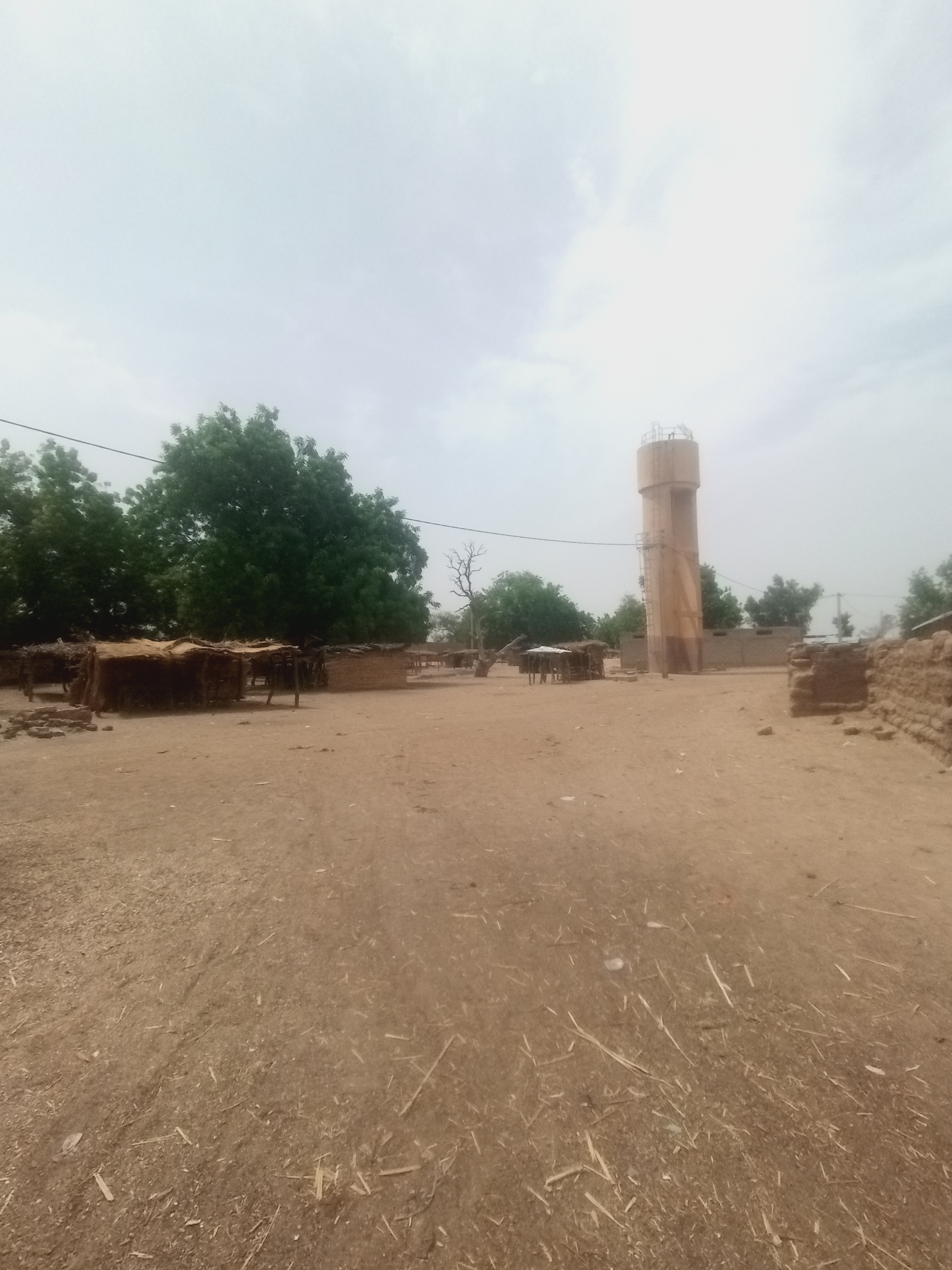
Château d'eau de Kompa
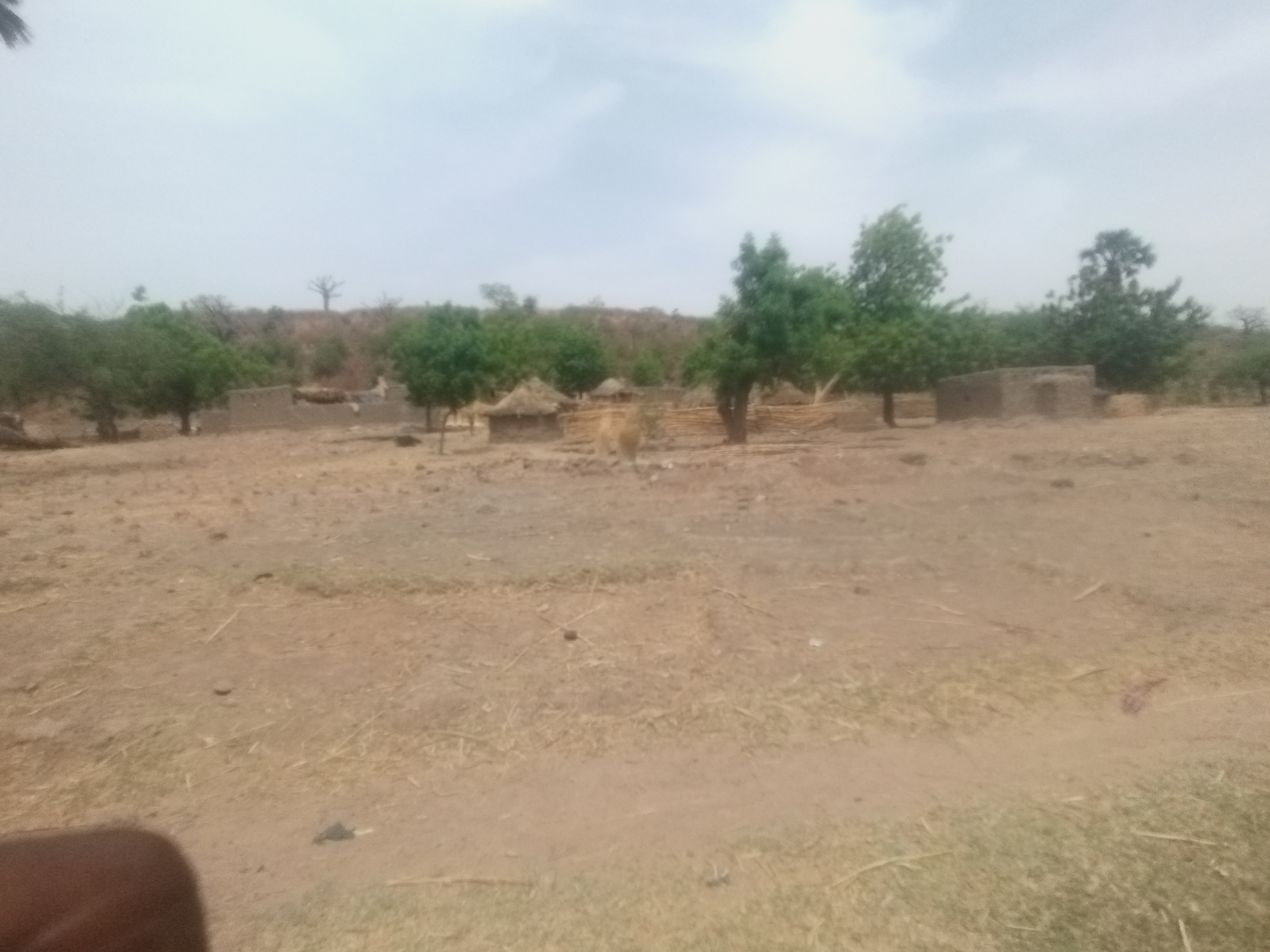
Paysage dans l'arrondissement Kompa